# Hopman Cup
De Hopman Cup is een internationaal landentoernooi voor gemengde tenniskoppels, die in een ontmoeting twee enkelspelpartijen en een (gemengd) dubbelspelpartij afwerken. Het toernooi werd van 1989 tot en met 2019 jaarlijks gehouden in Perth. Na een driejarige onderbreking wordt het tornooi sinds 2023 in Nice gehouden. Er wordt gespeeld om the best of three en een ontmoeting wordt op één dag afgewerkt.
De acht deelnemende teams worden verdeeld over twee groepen van vier en ontmoeten in de groepsfase elk ander land in dezelfde groep. De winnaars van de groepsfase spelen tegen elkaar in de finale.
De wedstrijden werden tot en met 2012 gespeeld op een overdekte hardcourtbaan in de Burswood Dome. De 25e editie werd in 2013 gespeeld in een nieuw complex de Perth Arena. Het toernooi werd begin januari georganiseerd en stond daardoor bekend als het starttoernooi voor het nieuwe tennisseizoen. Het toernooi wordt niet door de ATP of de WTA georganiseerd, maar door de ITF. Het toernooi werd gezien als een voorbereidingstoernooi voor het Australian Open dat enkele weken later plaatsvindt.
In 2020 werd de Hopman Cup voor het eerst na 31 jaar niet gehouden en werd de plaats op de tenniskalender overgenomen door de nieuwe ATP Cup, ook in Australië, en met een van de drie voorrondes in Perth. In 2021 zou de Hopman Cup opnieuw worden georganiseerd aldus de voorzitter van de ITF in oktober 2019. Nadat het toernooi niet in 2021 werd gehouden, kondigde ITF-voorzitter David Haggerty aan dat het in plaats daarvan in 2022 zou terugkeren. In 2021 werd bekend dat het toernooi in 2023 in Nice wordt georganiseerd. Het toernooi wordt niet langer gespeeld in de eerste week van januari (zomer in Australië), maar in de derde week van juli (zomer in Europa). Bij de hervatting nemen geen acht maar zes landenteams deel. Nice heeft een vijfjarig contract getekend met de ITF, tot en met 2027. Vanaf de editie van 2025 wordt het aantal teams weer uitgebreid naar acht. De organisatie is vanaf 2023 in handen van Tennium, een internationaal bedrijf dat actief is in de tenniswereld en werd opgericht door Gentenaar Kristoff Puelinckx in samenwerking met de Franse ex-speler Sébastien Grosjean. Het toernooi wordt sindsdien net als de World Team Cup die van 1978 tot 2012 in het Duitse Düsseldorf plaatsvond, gespeeld op gravel. Op de oorspronkelijke data en locaties van het toernooi wordt sinds 2023 de United Cup gespeeld. In 2024 werd het toernooi niet gespeeld vanwege de Olympische Spelen die dat jaar in Parijs werden gehouden.
Het toernooi is vernoemd naar Harry Hopman, een Australisch tennisser die in de periode 1939–1967 Australië naar zestien Davis Cup-overwinningen wist te leiden.
De Verenigde Staten hebben met zes keer de Hopman Cup het vaakst gewonnen. De Zwitser Roger Federer heeft het toernooi driemaal gewonnen en is daarmee recordhouder.

## Lijst van winnaars
| editie    | jaar        | data                                                 | naam                                                 | teams                                                | ondergrond                                           | format                                               | winnend land                                         | spelers                                              |                                                      |
| ↓ Bari ↓  | ↓ Bari ↓    | ↓ Bari ↓                                             | ↓ Bari ↓                                             | ↓ Bari ↓                                             | ↓ Bari ↓                                             | ↓ Bari ↓                                             | ↓ Bari ↓                                             | ↓ Bari ↓                                             | ↓ Bari ↓                                             |
| --------- | ----------- | ---------------------------------------------------- | ---------------------------------------------------- | ---------------------------------------------------- | ---------------------------------------------------- | ---------------------------------------------------- | ---------------------------------------------------- | ---------------------------------------------------- | ---------------------------------------------------- |
| 35        | 2027        |                                                      | Hopman Cup                                           | 8                                                    | hardcourt, buiten                                    | poulefase + finale                                   |                                                      |                                                      | details                                              |
| 34        | 2026        |                                                      | Hopman Cup                                           | 8                                                    | hardcourt, buiten                                    | poulefase + finale                                   |                                                      |                                                      | details                                              |
| 33        | 2025        | wo. 16 juli - zo. 20 juli                            | Hopman Cup                                           | 6                                                    | hardcourt, buiten                                    | poulefase + finale                                   | Canada                                               | Bianca Andreescu Félix Auger-Aliassime               | details                                              |
| ↓ Nice ↓  |             |                                                      |                                                      |                                                      |                                                      |                                                      |                                                      |                                                      |                                                      |
|           | 2024        | geen toernooi, wegens de Olympische Zomerspelen 2024 | geen toernooi, wegens de Olympische Zomerspelen 2024 | geen toernooi, wegens de Olympische Zomerspelen 2024 | geen toernooi, wegens de Olympische Zomerspelen 2024 | geen toernooi, wegens de Olympische Zomerspelen 2024 | geen toernooi, wegens de Olympische Zomerspelen 2024 | geen toernooi, wegens de Olympische Zomerspelen 2024 | geen toernooi, wegens de Olympische Zomerspelen 2024 |
| 32        | 2023        | wo. 19 juli - zo. 23 juli                            | Hopman Cup                                           | 6                                                    | gravel, buiten                                       | poulefase + finale                                   | Kroatië (2)                                          | Donna Vekić Borna Ćorić                              | details                                              |
| ↓ Perth ↓ |             |                                                      |                                                      |                                                      |                                                      |                                                      |                                                      |                                                      |                                                      |
|           | 2022 – 2020 | geen toernooi, vervangen door ATP Cup                | geen toernooi, vervangen door ATP Cup                | geen toernooi, vervangen door ATP Cup                | geen toernooi, vervangen door ATP Cup                | geen toernooi, vervangen door ATP Cup                | geen toernooi, vervangen door ATP Cup                | geen toernooi, vervangen door ATP Cup                | geen toernooi, vervangen door ATP Cup                |
| 31        | 2019        | za. 29 december - za. 5 januari                      | Hopman Cup                                           | 8                                                    | hardcourt, binnen                                    | poulefase + finale                                   | Zwitserland (4)                                      | Belinda Bencic (2) Roger Federer (3)                 | details                                              |
| 30        | 2018        | za. 30 december - za. 6 januari                      | Mastercard Hopman Cup                                | 8                                                    | hardcourt, binnen                                    | poulefase + finale                                   | Zwitserland (3)                                      | Belinda Bencic Roger Federer (2)                     | details                                              |
| 29        | 2017        | zo. 1 januari - za. 7 januari                        | Mastercard Hopman Cup                                | 8                                                    | hardcourt, binnen                                    | poulefase + finale                                   | Frankrijk (2)                                        | Kristina Mladenovic Richard Gasquet                  | details                                              |
| 28        | 2016        | zo. 3 januari - za. 9 januari                        | Hopman Cup                                           | 8                                                    | hardcourt, binnen                                    | poulefase + finale                                   | Australië (2)                                        | Darja Gavrilova Nick Kyrgios                         | details                                              |
| 27        | 2015        | zo. 4 januari - za. 10 januari                       | Hopman Cup                                           | 8                                                    | hardcourt, binnen                                    | poulefase + finale                                   | Polen                                                | Agnieszka Radwańska Jerzy Janowicz                   | details                                              |
| 26        | 2014        | za. 28 december - za. 4 januari                      | Hyundai Hopman Cup                                   | 8                                                    | hardcourt, binnen                                    | poulefase + finale                                   | Frankrijk                                            | Alizé Cornet Jo-Wilfried Tsonga                      | details                                              |
| 25        | 2013        | za. 29 december - zo. 6 januari                      | Hyundai Hopman Cup                                   | 8                                                    | hardcourt, binnen                                    | poulefase + finale                                   | Spanje (4)                                           | Anabel Medina Garrigues Fernando Verdasco            | details                                              |
| 24        | 2012        | za. 31 december - za. 7 januari                      | Hyundai Hopman Cup                                   | 8                                                    | hardcourt, binnen                                    | poulefase + finale                                   | Tsjechië (2)                                         | Petra Kvitová Tomáš Berdych                          | details                                              |
| 23        | 2011        | za. 1 januari - za. 8 januari                        | Hyundai Hopman Cup                                   | 8                                                    | hardcourt, binnen                                    | poulefase + finale                                   | Verenigde Staten (6)                                 | Bethanie Mattek-Sands John Isner                     | details                                              |
| 22        | 2010        | za. 2 januari - za. 9 januari                        | Hyundai Hopman Cup                                   | 8                                                    | hardcourt, binnen                                    | poulefase + finale                                   | Spanje (3)                                           | María José Martínez Sánchez Tommy Robredo (2)        | details                                              |
| 21        | 2009        | za. 3 januari - vr. 9 januari                        | Hyundai Hopman Cup                                   | 8                                                    | hardcourt, binnen                                    | poulefase + finale                                   | Slowakije (3)                                        | Dominika Cibulková Dominik Hrbatý (2)                | details                                              |
| 20        | 2008        | za. 29 december - vr. 4 januari                      | Hyundai Hopman Cup                                   | 8                                                    | hardcourt, binnen                                    | poulefase + finale                                   | Verenigde Staten (5)                                 | Serena Williams (2) Mardy Fish                       | details                                              |
| 19        | 2007        | za. 30 december - vr. 5 januari                      | Hyundai Hopman Cup                                   | 8                                                    | hardcourt, binnen                                    | poulefase + finale                                   | Rusland                                              | Nadja Petrova Dmitri Toersoenov                      | details                                              |
| 18        | 2006        | vr. 30 december - vr. 6 januari                      | Hyundai Hopman Cup                                   | 8H/2Q                                                | hardcourt, binnen                                    | poulefase + finale                                   | Verenigde Staten (4)                                 | Lisa Raymond Taylor Dent                             | details                                              |
| 17        | 2005        | za. 1 januari - za. 8 januari                        | Hyundai Hopman Cup                                   | 8H/2Q                                                | hardcourt, binnen                                    | poulefase + finale                                   | Slowakije (2)                                        | Daniela Hantuchová Dominik Hrbatý                    | details                                              |
| 16        | 2004        | za. 3 januari - za. 10 januari                       | Hyundai Hopman Cup                                   | 8H/2Q                                                | hardcourt, binnen                                    | poulefase + finale                                   | Verenigde Staten (3)                                 | Lindsay Davenport James Blake (2)                    | details                                              |
| 15        | 2003        | za. 28 december - za. 4 januari                      | Hyundai Hopman Cup                                   | 8H/2Q                                                | hardcourt, binnen                                    | poulefase + finale                                   | Verenigde Staten (2)                                 | Serena Williams James Blake                          | details                                              |
| 14        | 2002        | za. 29 december - za. 5 januari                      | Hyundai Hopman Cup                                   | 8H/2Q                                                | hardcourt, binnen                                    | poulefase + finale                                   | Spanje (2)                                           | Arantxa Sánchez Vicario (2) Tommy Robredo            | details                                              |
| 13        | 2001        | za. 30 december - za. 6 januari                      | Hyundai Hopman Cup                                   | 8H/2Q                                                | hardcourt, binnen                                    | poulefase + finale                                   | Zwitserland (2)                                      | Martina Hingis Roger Federer                         | details                                              |
| 12        | 2000        | za. 1 januari - za. 8 januari                        | Hyundai Hopman Cup                                   | 8H/2Q                                                | hardcourt, binnen                                    | poulefase + finale                                   | Zuid-Afrika                                          | Amanda Coetzer Wayne Ferreira                        | details                                              |
| 11        | 1999        | za. 2 januari - za. 9 januari                        | Hyundai Hopman Cup                                   | 8H/2Q                                                | hardcourt, binnen                                    | poulefase + finale                                   | Australië                                            | Jelena Dokić Mark Philippoussis                      | details                                              |
| 10        | 1998        | zo. 4 januari - za. 10 januari                       | Hyundai Hopman Cup                                   | 8H/2Q                                                | hardcourt, binnen                                    | poulefase + finale                                   | Slowakije                                            | Karina Habšudová Karol Kučera                        | details                                              |
| 9         | 1997        | zo. 29 december - za. 4 januari                      | Hyundai Hopman Cup                                   | 8                                                    | hardcourt, binnen                                    | poulefase + finale                                   | Verenigde Staten                                     | Chanda Rubin Justin Gimelstob                        | details                                              |
| 8         | 1996        | zo. 31 december - za. 6 januari                      | Hyundai Hopman Cup                                   | 8                                                    | hardcourt, binnen                                    | poulefase + finale                                   | Kroatië                                              | Iva Majoli Goran Ivanišević                          | details                                              |
| 7         | 1995        | za. 31 december - za. 7 januari                      | Hyundai Hopman Cup                                   | 12                                                   | hardcourt, binnen                                    | knock-outsysteem                                     | Duitsland (2)                                        | Anke Huber Boris Becker                              | details                                              |
| 6         | 1994        | vr. 31 januari - vr. 7 januari                       | Hyundai Hopman Cup                                   | 12                                                   | hardcourt, binnen                                    | knock-outsysteem                                     | Tsjechië                                             | Jana Novotná Petr Korda                              | details                                              |
| 5         | 1993        | vr. 2 januari - vr. 8 januari                        | Hyundai Hopman Cup                                   | 12                                                   | hardcourt, binnen                                    | knock-outsysteem                                     | Duitsland                                            | Steffi Graf Michael Stich                            | details                                              |
| 4         | 1992        | vr. 27 december - vr. 3 januari                      | Hyundai Hopman Cup                                   | 12                                                   | hardcourt, binnen                                    | knock-outsysteem                                     | Zwitserland                                          | Manuela Maleeva-Fragnière Jakob Hlasek               | details                                              |
| 3         | 1991        | do. 27 december - vr. 4 januari                      | Hyundai Hopman Cup                                   | 12                                                   | hardcourt, binnen                                    | knock-outsysteem                                     | Joegoslavië                                          | Monica Seles Goran Prpić                             | details                                              |
| 2         | 1990        | di. 26 december - ma. 1 januari                      | Hyundai Hopman Cup                                   | 12                                                   | hardcourt, binnen                                    | knock-outsysteem                                     | Spanje                                               | Arantxa Sánchez Vicario Emilio Sánchez               | details                                              |
| 1         | 1989        | wo. 28 januari - zo. 1 januari                       | Hyundai Hopman Cup                                   | 8                                                    | hardcourt, binnen                                    | knock-outsysteem                                     | Tsjecho-Slowakije                                    | Helena Suková Miloslav Mečíř                         | details                                              |

## Landen met meer dan één titel
| plaats- nummer | land             | aantal titels |
| -------------- | ---------------- | ------------- |
| 1              | Verenigde Staten | 6             |
| 2              | Spanje           | 4             |
| =              | Zwitserland      | 4             |
| 4              | Slowakije        | 3             |
| 5              | Australië        | 2             |
| =              | Duitsland        | 2             |
| =              | Frankrijk        | 2             |
| =              | Kroatië          | 2             |
| =              | Tsjechië         | 2             |

## Uitzendrechten
De Hopman Cup was in Nederland en België van 2017 tot en met 2019 exclusief te zien op Eurosport. Eurosport zond de Hopman Cup uit via de lineaire sportkanalen Eurosport 1 en Eurosport 2 en via de online streamingdienst, de Eurosport Player.